# Угарте, Мануэль (писатель)

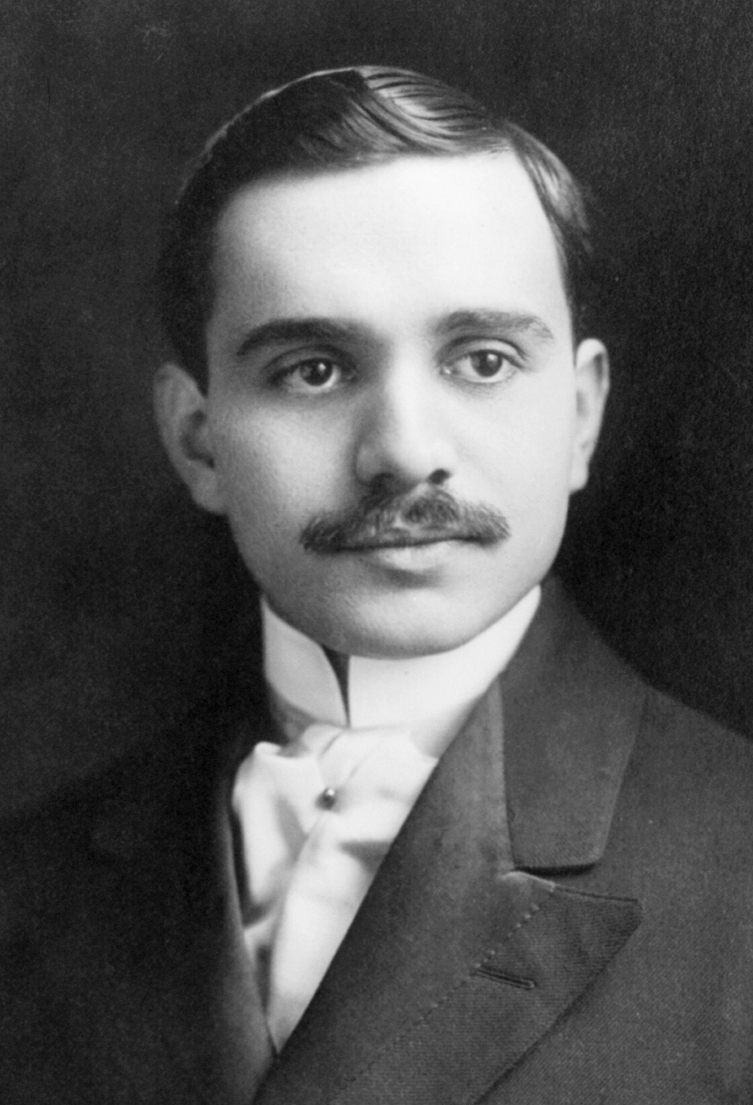
Угарте в 1908 году

Мануэ́ль Бальдомеро Уга́рте (исп. Manuel Baldomero Ugarte, 27 февраля 1875 — 3 декабря 1951) — аргентинский писатель и публицист, один из значительнейших деятелей «креолизма». Социалист.

## Биография
Показу самобытного латино-американского человека, «креола», и родной ему обстановки посвящены первые произведения Угарте, в частности, имевшие особое значение «Рассказы о Пампе» (Cuentos de la Pampa, 1903). В дальнейшем Угарте занялся активной политической пропагандой объединения Латинской Америки и борьбы против вмешательства США в её дела. Вступив в социально-демократическую партию, Угарте вскоре разошёлся с партией, недовольный её слишком слабым сопротивлением нажиму США на Латинскую Америку.
В течение ряда лет Угарте разъезжал по Америке, резко выступая против «доктрины Монро» и противопоставляя ей лозунг «Латинская Америка для латино-американцев». Свои доктрины культурного единства латиноамериканских республик он изложил в книге «Будущее Латинской Америки» (El porvenir de la América latina, 1911) и ряде других. «Судьба континента» (El destino de un Continente) повествует об обстановке его деятельности: суровое осуждение и преследования со стороны властей и горячее сочувствие интеллигенции, студенческой молодёжи, рабочих.
Первая мировая война и последовавшее за ней усиление контроля США над Латинской Америкой вызвали ещё более резкий отпор со стороны Угарте, резко выступавшего против опиравшихся на иностранный капитал правительств; Угарте принуждён был эмигрировать в Европу. Оставаясь на прежних позициях самобытного культурного развития Латинской Америки, Угарте выступал против коммунистического влияния (La Patria Grande — «Великая родина»), но, с другой стороны, он не присоединился и к сторонникам реакции в латиноамериканских странах.
В течение многих лет жил в Париже, Ницце, Вальпараисо. 

Посол в Мексике (1946—1948), Никарагуа (1949) и на Кубе (1950).

Умер в 1951 году.

## Личная жизнь
Брат — композитор Флоро Угарте (1884—1975).